# Jan Jirka
Jan Jirka (ur. 5 października 1993) – czeski lekkoatleta.
W młodości trenował tenis, piłkę nożną, piłkę ręczną oraz unihokej. Lekkoatletykę zaczął trenować w ZŠ Jeseniova, a jego trenerem był Michal Halbich.
W 2015 roku zdobył dwa medale młodzieżowych mistrzostw Europy: srebrny w sztafecie 4 × 100 m i brązowy w biegu na 200 m.
Mistrz Czech na 100 m z 2015 i 200 m z 2016, wicemistrz na 200 m z 2014 i brązowy medalista mistrzostw kraju na 200 m z 2013 roku.

## Rekordy życiowe
- 200 m – 20,45 s (Zlin, 27 czerwca 2021) rekord Czech
- 200 m (hala) – 20,81 s (Praga, 9 lutego 2021)